# Kanton Donnemarie-Dontilly
Kanton Donnemarie-Dontilly is een voormalig kanton van het Franse departement Seine-et-Marne. Het kanton maakte deel uit van het arrondissement Provins.
 Het werd opgeheven bij decreet van 18 februari 2014 met uitwerking in maart 2015.

## Gemeenten
Het kanton Donnemarie-Dontilly omvatte de volgende gemeenten:
- Cessoy-en-Montois
- Châtenay-sur-Seine
- Coutençon
- Donnemarie-Dontilly (hoofdplaats)
- Égligny
- Gurcy-le-Châtel
- Jutigny
- Lizines
- Luisetaines
- Meigneux
- Mons-en-Montois
- Montigny-Lencoup
- Paroy
- Savins
- Sigy
- Sognolles-en-Montois
- Thénisy
- Villeneuve-les-Bordes
- Vimpelles